# Yale School of Drama

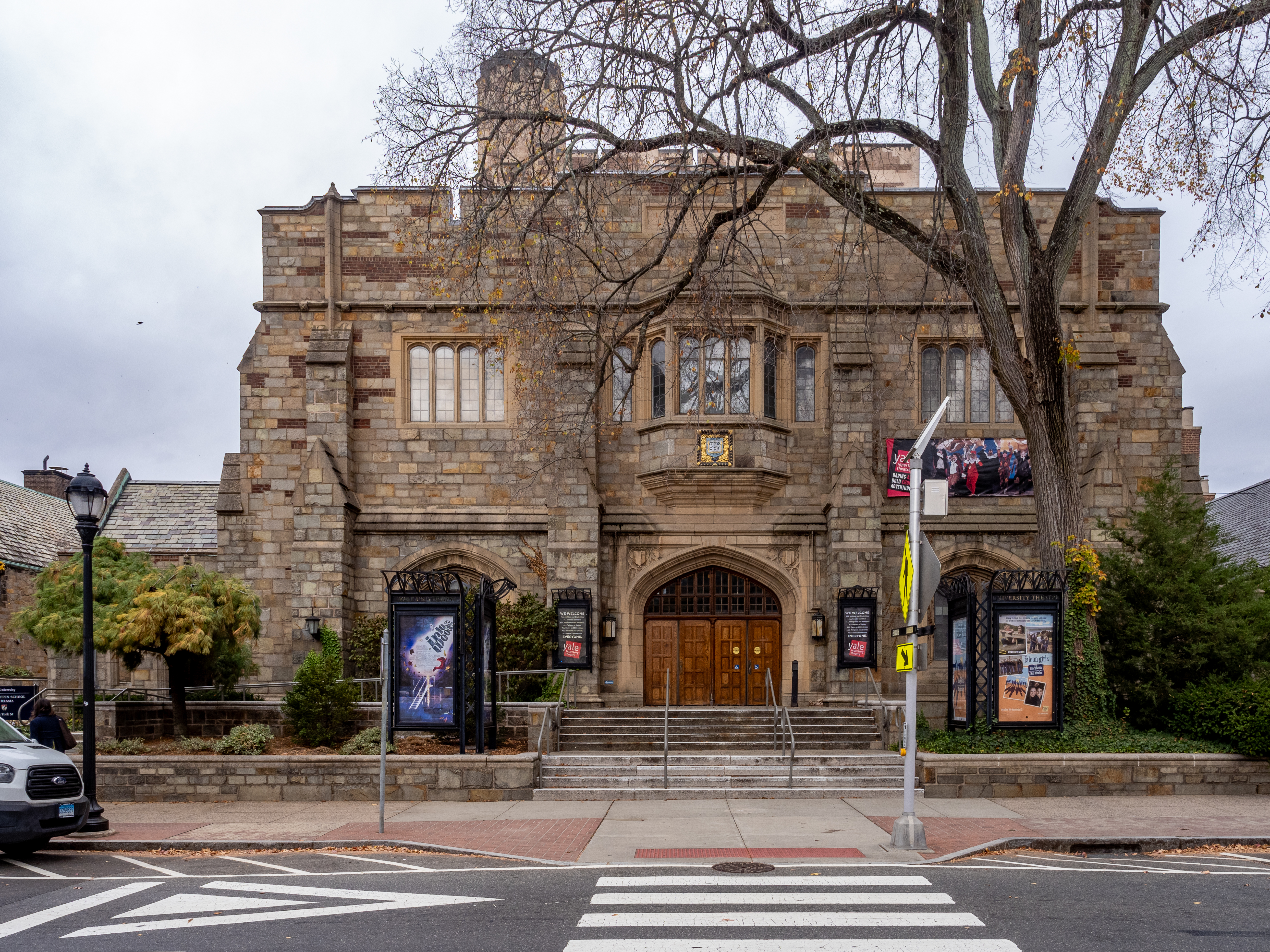
Exterieur van het schoolgebouw.

Yale School of Drama (ook bekend als YSD) is een toonaangevende opleidingscentrum voor theaterbeoefenaars (onder andere acteurs) in de Verenigde Staten. Deze school is gevestigd in New Haven (Connecticut) en is een belangrijk onderdeel van de Yale-universiteit. 

## Geschiedenis
Yale School of Drama is ontstaan uit de Yale Dramatic Association (Dramat), wat opgericht werd in 1900. Dramat was een theatergezelschap dat werkte onder de vlag van de Yale-universiteit. In 1924 zorgde de benefiet en filantroop Edward S. Harkness dat de Dramat een officiële opleidingsinstituut werd van de Yale-universiteit en kreeg de naam Yale School of Drama. In 1955 werd de school afgescheiden van de Yale-universiteit en ging verder als een zelfstandig instituut, maar bleef wel een samenwerkingsverband aan met de universiteit. 

## Opleidingen
Yale School of Drama biedt opleidingen in: 
- Acteren
- Design (decorontwerp, kostuumdesign, lichtontwerper en projectieontwerper)
- Toneelregisseur
- Dramaturgie
- Theatercriticus
- Toneelschrijver
- Theatercoördinator
- Sounddesign.
- Technische ontwerper
- Technische productie
- Theatermanagement

## Academische graden
De volgende academische graden kan gehaald worden op deze opleiding:
- Master of Fine Arts
- Master of Business Administration
- Doctor of Fine Arts

## Bekende alumni
| - Bruce Altman - Amy Aquino - Jayne Atkinson - Dylan Baker - Raymond J. Barry - Gary Basaraba - Angela Bassett - Chris Bauer - Lewis Black - Sorrell Booke - Kate Burton - Raymond Carver - Caitlin Clarke - Patricia Clarkson - Christian Clemenson - David Clennon - Enrico Colantoni - Bill Corbett - Suzanne Cryer - Brett Dalton - Polly Draper - Charles S. Dutton - Jill Eikenberry - Christine Estabrook - Bridget Flanery - Richard Fleischer - Willie Garson | - Malcolm Gets - Paul Giamatti - Robert Ginty - Eve Gordon - David Marshall Grant - David Alan Grier - Joe Grifasi - Michael Gross - Kathryn Hahn - Julie Harris - Ken Howard - Ernie Hudson - Holly Hunter - Jane Kaczmarek - Stacy Keach - Patrick Kerr - Robert Klein - Sabrina Le Beauf - Charles Levin - Mark Linn-Baker) - John Bedford Lloyd - Delbert Mann - Mary Mara - Richard Masur - Thomas McCarthy - Tom McGowan - Frances McDormand - Fred Melamed | - James Naughton - Paul Newman - Tom Noonan - Chris Noth - Lupita Nyong'o - Barbara O'Neil - Maulik Pancholy - Evan Parke - Geoff Pierson - Joel Polis - Michael Potts - Addison Powell - Sarah Rafferty - Lance Reddick - Laila Robins - Reg Rogers - Alan Rosenberg - John Rothman - Liev Schreiber - Tony Shalhoub - Talia Shire - Meryl Streep - John Turturro - Joan Van Ark - Courtney B. Vance - Sigourney Weaver - Michael Whaley - Henry Winkler |